# Atarba (Ischnothrix) picturata
Atarba (Ischnothrix) picturata is een tweevleugelige uit de familie steltmuggen (Limoniidae). De soort komt voor in het Neotropisch gebied.